# Feixi
Feixi är ett härad i staden Hefei i provinsen Anhui i östra Kina.
Feixi var tillsammans med Fengyang ett av de första orterna som experimenterade med att privatisera folkkommunernas mark 1978 för att öka jordbruksproduktionen.

## Administrativ indelning
Feixi är indelat i åtta köpingar, fyra socknar och två administrativa enheter på sockennivå..
Köpingar (zhen):

- Fengle (丰乐镇)
- Guanting (官亭镇)
- Huagang (花岗镇)
- Sanhe (三河镇)
- Shangpai (上派镇)
- Shannan (山南镇)
- Taohua (桃花镇)
- Zipeng (紫蓬镇)

Socknar (xiang):

- Gaodian (高店乡)
- Mingchuan (铭传乡)
- Shishugang (柿树岗乡)
- Yandian (严店乡)

Områden på sockennivå:
- Taohua Gongye Yuan Guanweihui industripark (桃花工业园管委会)
- Zipengshan Guanweihui nationell skogspark (紫蓬山管委会)